# Набер
Набер (араб. نبر) — місто в Тунісі. Входить до складу вілаєту Ель-Кеф. Станом на 2004 рік тут проживало 3 435 осіб.

## Відомі люди
- Саліха — туніська співачка